# Skellefteå stadshotell EP
Skellefteå stadshotell EP blev punkbandet Knugen Fallers första skiva. Den kom ut 2004 och innehåller låtar som Gubbe, Demokrati och Skellefteå stadshotell brinner.